# Rigmani, Mureș
Rigmani (în maghiară Rigmány) este un sat în comuna Neaua din județul Mureș, Transilvania, România.

## Istoric
Pe Harta Iosefină a Transilvaniei din 1769-1773 (Sectio 144), localitatea a apărut sub numele de „Rigmány”.

## Monumente
- Biserica reformată din Rigmani

## Imagini

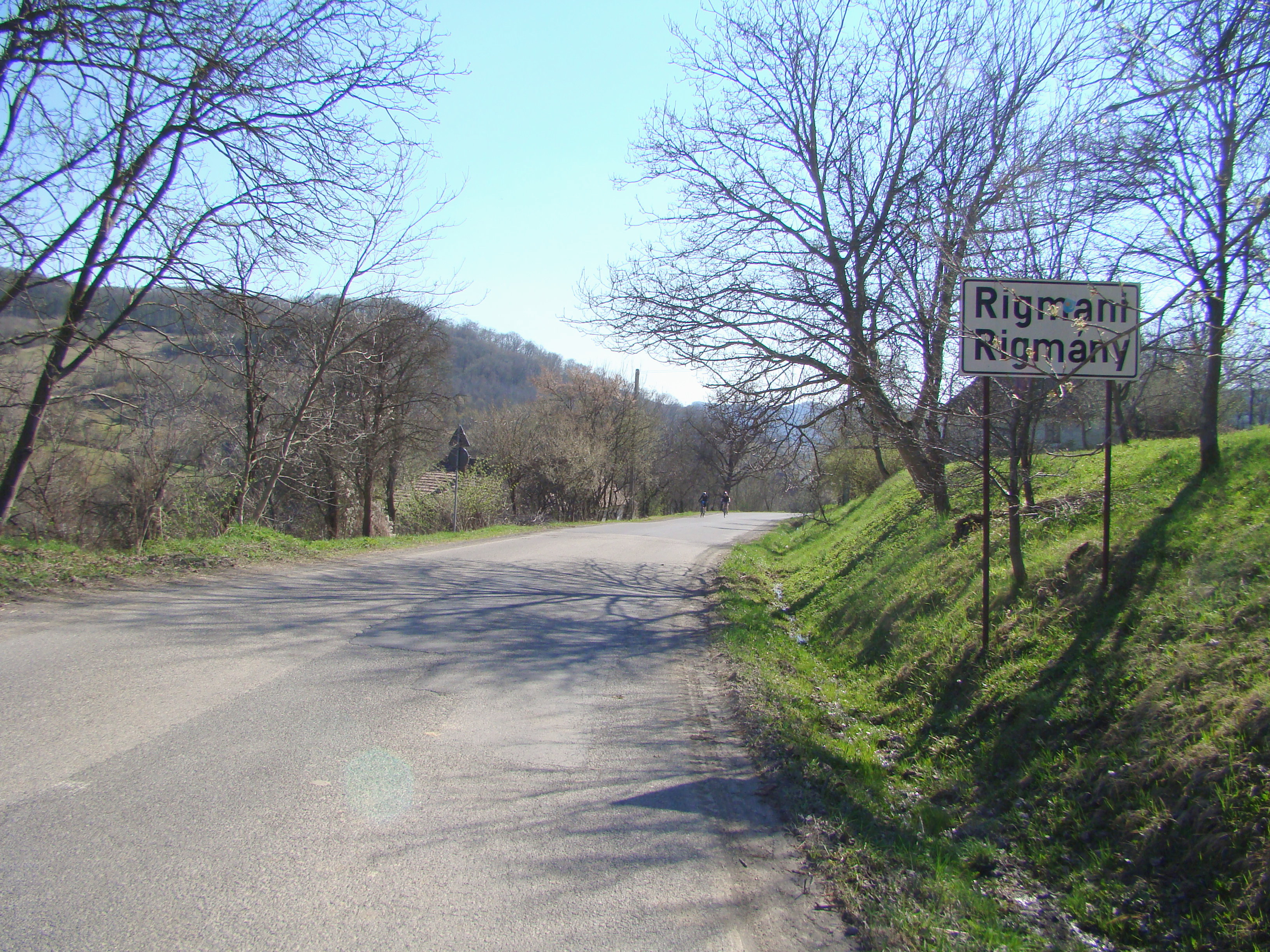
Intrarea în localitate
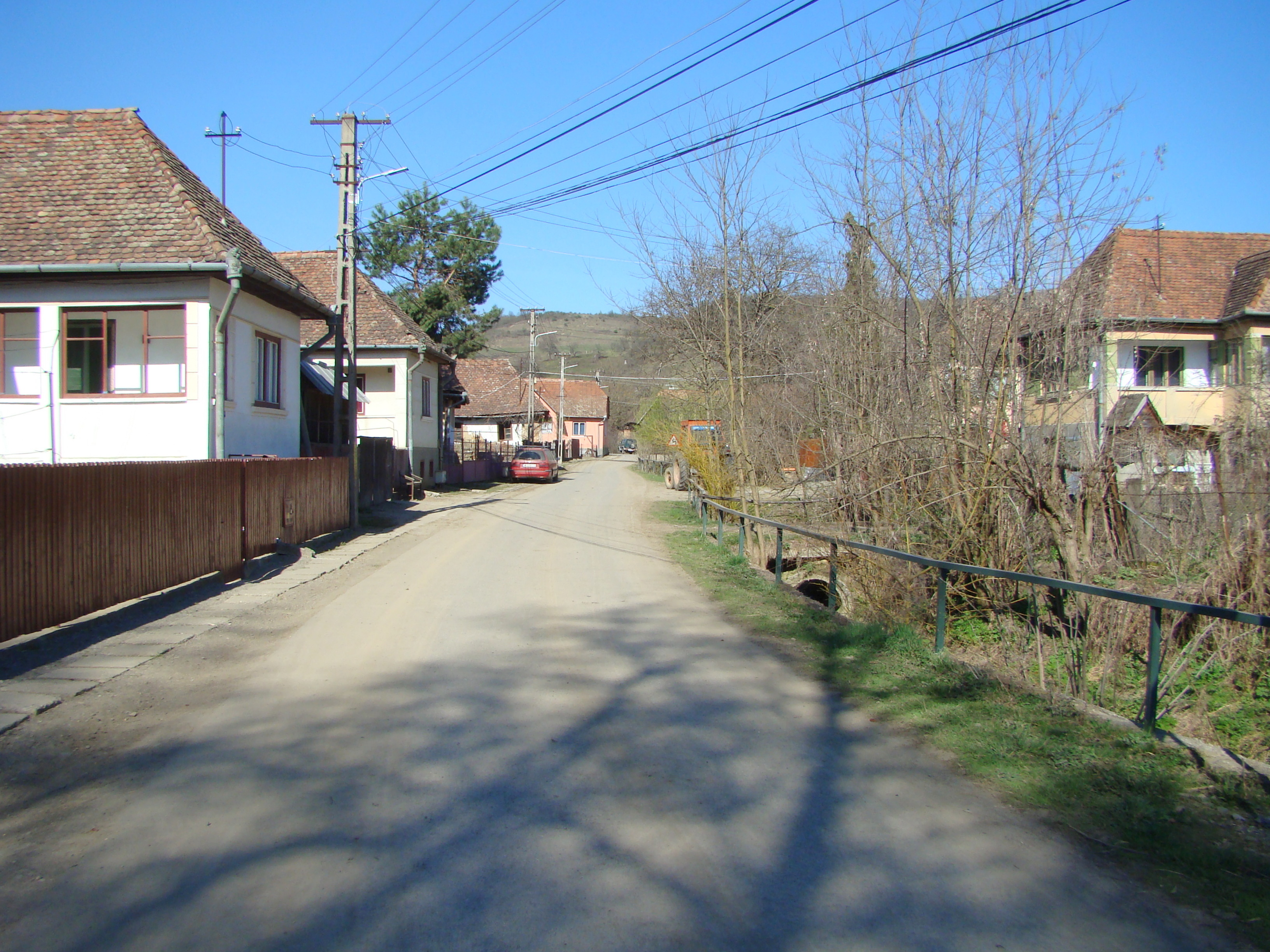
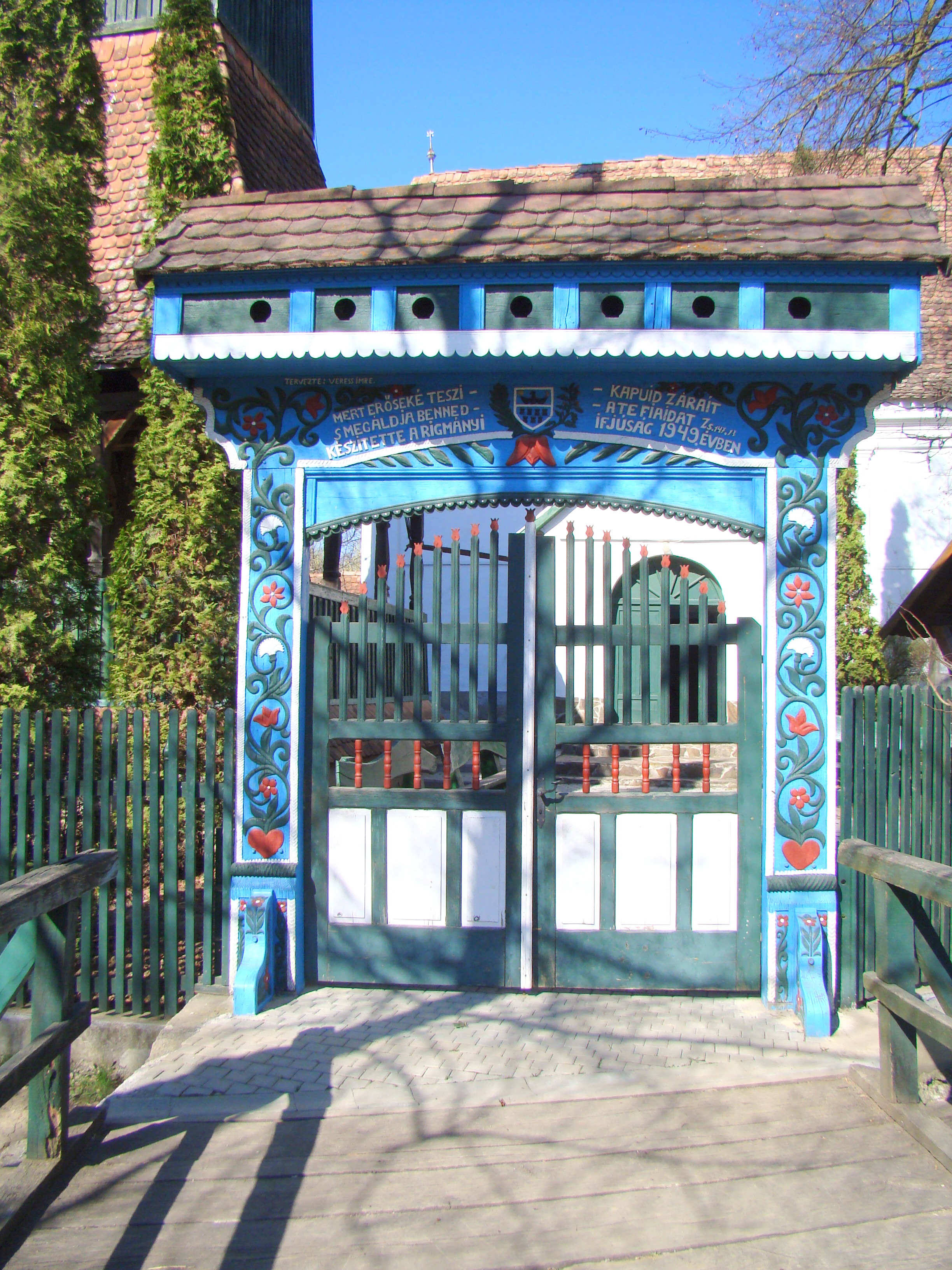
Poarta de lemn a bisericii reformate
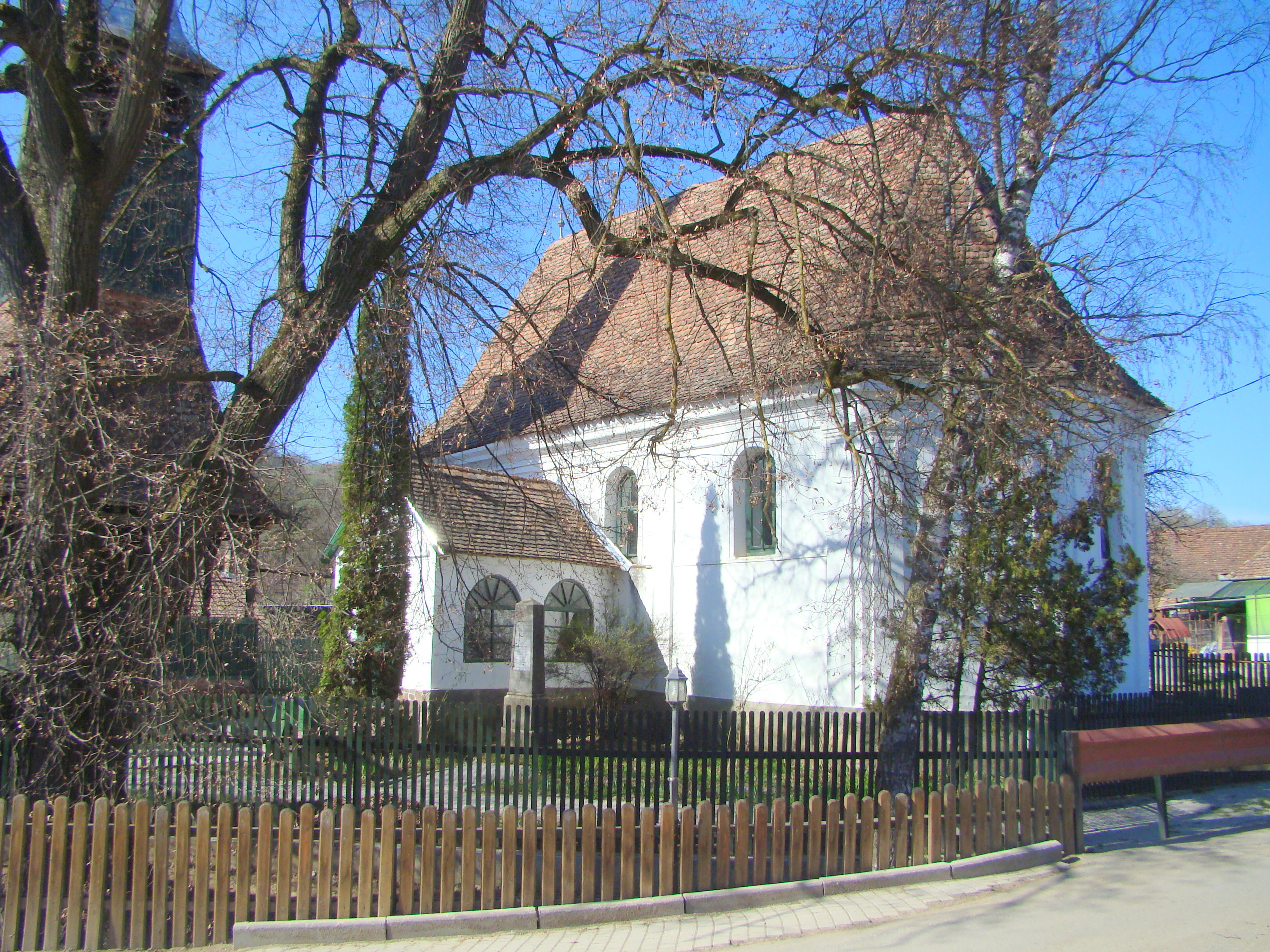
Biserica reformată (monument istoric)
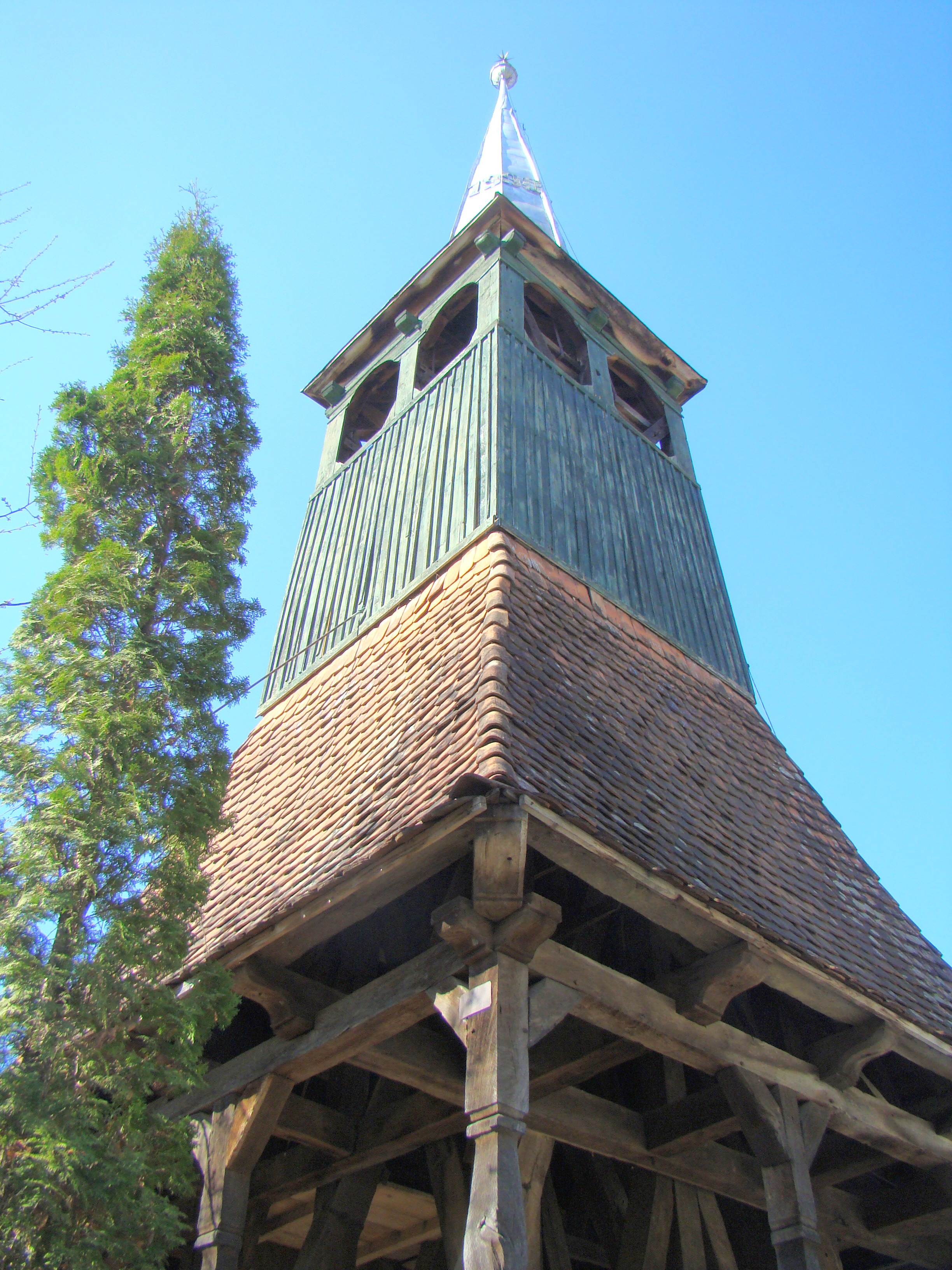
Turnul-clopotniță din lemn (monument istoric)
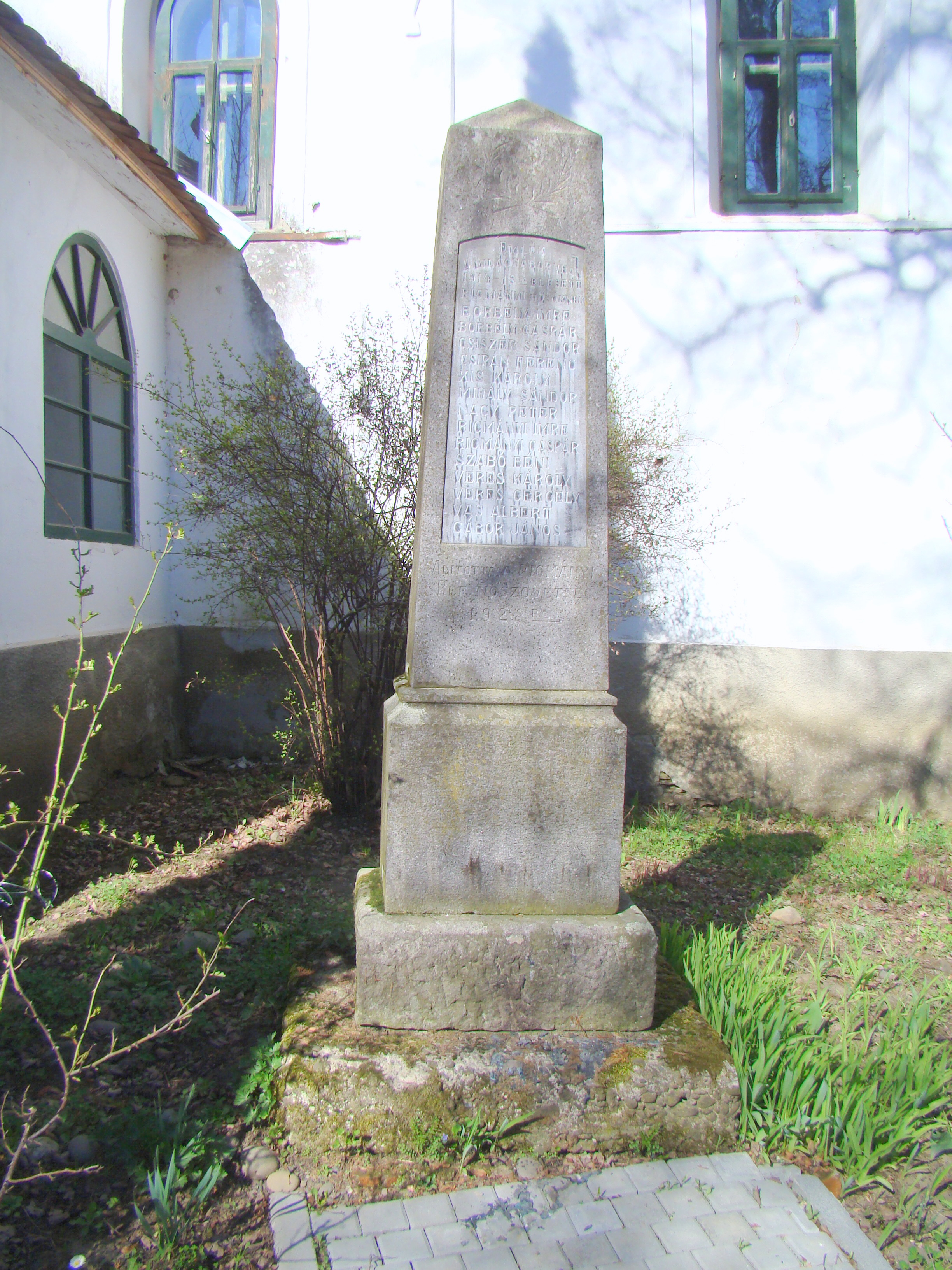
Monumentul eroilor